# Alphonse de Witte
Alphonse Félix François Charles De Witte (Elsene, 28 maart 1851 – Brussel, 1 augustus 1916) was een Belgisch ingenieur en numismaat.

## Familie
Alphonse De Witte stamde uit een Brugse familie. Zijn vader, Felix De Witte (Brugge, 27 december 1810 - Brussel, 17 november 1874), was de jongste zoon van brouwer, grondeigenaar en veekoopman Bruno De Witte (1753-1828) en was in zijn jeugd, zoals twee van zijn broers, naar Cuba getrokken, waar hij trouwde met Maria Ildefonsa de la Valade du Repaire de Truffin (Limonar, Matanzas, 8 januari 1811 - Brussel, 20 september 1863), dochter van de Franse kolonist Marcial de la Valade du Repaire de Truffin (San Domingo, 1778 - Matanzas, 1832) en Maria-Clara Lassabe (New Orleans, 1789 - Matanzas, 1867). Haar moeder was waarschijnlijk de zus van Anne-Joséphine Lassabe (1804-1862), die met Louis de Witte, oudere broer van Felix, getrouwd was.
Rond 1830 met Maria-Ildefonsa naar België teruggekeerd, vestigde Felix zich in Brussel en ontwikkelde industriële activiteiten. Het echtpaar verbleef een tijdje in Parijs, waar ze een dochter kregen, Emma de Witte (Parijs, 18 maart 1832 - Oostende, 13 augustus 1896). In 1875 trouwde Emma met een neef, eveneens afstammeling van Clément Breydel, Charles-Jacques Breydel (1838-1908), een zoon van Charles-Joseph Breydel-de Brock. Zij was toen drieënveertig, hij zevenendertig. Het gezin bleef kinderloos.
Bijna twintig jaar later kwam er in 1851 de zoon Alphonse bij. Het echtpaar achtte zich wettig getrouwd volgens de Cubaanse wet en stoorde er zich blijkbaar niet aan dat dit geen Belgische erkenning had. In september 1863 trouwden ze dan toch volgens de Belgische wet, enkele dagen voordat de zwaar zieke echtgenote overleed. De twee kinderen werden bij die gelegenheid wettelijk erkend.
Een zus van Felix, Rosalie De Witte (1805-1890), trouwde met Petrus Nathanaël Gilliodts (1794-1859) en werd de moeder van de Brugse stadsarchivaris Louis Gilliodts (1827-1915). Alphonse de Witte en Louis Gilliodts correspondeerden met elkaar ("Mon Cher Cousin") over geschiedkundige onderwerpen en stuurden hun publicaties naar elkaar. Een oudere broer van Felix, Louis de Witte (1799-1831), werd de vader van Louis de Witte (1822-1899), die Belgisch luitenant-generaal werd en aan de oorsprong lag van de adellijke familie de Witte de Haelen.
In 1846 nam Felix contact op met het koninklijk paleis, teneinde aan Leopold I zijn ideeën voor te stellen voor een kolonisatie op het eiland Cyprus, teneinde er Belgen te kunnen vestigen en op die manier een oplossing te bieden voor de bevolking die werkloos was als gevolg van de crisis in de textielsector. Het was een van de ongeveer vijftig kolonisatievoorstellen die de koning in de loop van zijn koningschap te bestuderen kreeg. Zoals van de meeste, kwam ook van dit voorstel niets in huis.

## Levensloop
Alphonse volbracht ingenieursstudies aan de Katholieke Universiteit Leuven en begon aan industriële activiteiten, maar toen hij na de dood van zijn vader vaststelde dat hij een mooie erfenis mocht in ontvangst nemen, besliste hij als rentenier door het leven te gaan. Misschien had hij toen ook al beslist om vrijgezel te blijven. Hij was sterk geïnteresseerd in de muntkunde en het is aan deze hulpwetenschap dat hij zijn leven wijdde. Zijn leergierigheid en zijn grote werkkracht maakten dat hij weldra als collega werd erkend in de kring van Belgische numismaten. In 1885 werd hij corresponderend lid en in 1886 effectief lid van de Société royale de numismatique de Belgique. Van 1897 tot 1912 was hij secretaris van de vereniging. In 1891 en in 1910 organiseerde hij de internationale congressen van numismatiek die in Brussel plaatsvonden.
Hij begon vanaf 1886 aan wat een lange reeks notities werd in de Revue belge de numismatique, waarin hij voornamelijk oude munten uit de Nederlanden beschreef, meer bepaald Brabantse munten. Dit was een voorbereiding op het standaardwerk dat hij in drie volumes aan de geschiedenis van de Brabantse munten wijdde.
De Witte interesseerde zich eveneens voor medailles, vooral voor religieuze medailles, waar hij heel wat notities aan wijdde. Hij publiceerde ook over medailles die herinnerden aan prinsen, schrijvers of andere prominenten. In 1886 werd hij hoofdredacteur van het jaarboek Recueil des Médailles historiques de Belgique en hij stichtte de Société des Amis de la Medaille, die zich tot doel stelde de kunst te promoveren van het slaan van medailles. Hij deed dit onder meer door het organiseren van tentoonstellingen.
In 1902 en 1907 werd op hem beroep gedaan bij de voorbereiding van de grote tentoonstellingen in Brugge, gewijd aan de Vlaamse Primitieven en aan de Orde van het Gulden Vlies.
Alphonse De Witte werd ook bekend als mecenas en weldoener, meer bepaald in de gemeente Elsene.

## Bestemming van zijn collecties
De Witte legde ook voor zichzelf een collectie aan, die doorheen de jaren belangrijk werd. Hij legateerde zijn verzameling onder meer aan de volgende instellingen:
- de Brabantse munten aan de Universiteit van Leuven,
- de 'jetons' of penningen uit de Nederlanden aan de 'Cabinet des Médailles' in Parijs,[2]
- zijn collectie oude en moderne medailles aan de stad Brugge,
- het saldo aan het Muntenkabinet van de Belgische Staat.

Aan de stad Brugge schonk hij ook, naast de medailles, verschillende schilderwerken en tekeningen, van de hand van Jan Garemijn (twee havenzichten afkomstig uit het huis van de grootouders Bruno de Witte-Breydel), Jacques d'Arthois, Jean-Baptiste Madou, Manuel Robbe en een paar anderen.

## Publicaties
Uitgebreide bibliografie van Alphonse de Witte in de catalogus van de Bibliothèque nationale de France
- Monnaies inédites ou rares du comté de Hollande et du duché du Brabant, in: Revue belge de numismatique, 1886.
- Supplément aux recherches sur les monnaies  des comtes de Hainaut de M. Renier Chalon, 1891.
- Histoire monétaire des comtes de Louvain, ducs de Brabant et marquis du Saint-Empire-Romain, 3 volumes, Antwerpen, Wwe De Backer, 1894-1899.
- Deux monnaies des ducs de Lothier du commencement du XIe siècle, 1902.
- La Médaille en Belgique au XIXe siècle, 1905.
- Herstal atelier monétaire des ducs de Brabant-Lothier, Godefroid I et Henri, 1908.
- Un nouveau gros au lion de Jeanne et Wenceslas, 1908.
- Les monnaies brabançonnes de la trouvaille de la Rue d'Assaut à Bruxelles, 1911.
- Catalogue  des poinçons et matrices du Musée de l'Hôtel des Monnaies de Bruxelles, 1912.
- Deux jetons scabinaux Flamands inédits du XVIIIe siècle, 1913.
- Un réal d'or inédit de Philippe II, duc de Brabant, 1914
- Une double mite brabançonne inédite, 1914.

## Eerbetoon
- De gemeente Elsene gaf de naam van Alphonse de Witte aan een van zijn straten, in de buurt van het Eugène Flageyplein.
- In 1911 werd een penning geslagen met de beeltenis van Alphonse de Witte, ter gelegenheid van zijn 25 jaar lidmaatschap van de Société royale de numismatique.[3]
- In 1932 werd een koperen penning geslagen met de beeltenis van Alphonse de Witte, naar aanleiding van de algemene vergadering van de Société royale de numismatique.[4]

### Over de koloniale aspiraties van Felix de Witte
- Albert DUCHESNE, La politique coloniale de Léopold Ier", 1954.
- Hannes VANHAUWAERT, All the king's Men. Een zoektocht naar de koloniale ideeën van enkele adviseurs en 'handlangers' van Leopold II, Licentiaatsthesis geschiedenis (ongepubliceerd), KU Leuven, 2007.
- Lucie BONATO, Voyageurs européens du XIXe siècle, in: Cahiers du Centre d'études chypriotes, 2012.

### Over Alphonse de Witte
- Th. COURTAUX, Généalogie de la famille de La Valade de Truffin, Parijs, 1898.
- Projet de décoration pour le cabinet de travail du philanthrope Alphonse De Witte (1851-1916). Ontwerp in 1913 door architect Paul Cauchie van de  werkkamer van Alphonse de Witte.[5]
- Legaat van de heer Alphonse de Witte aan de stad Brugge, in: Gemeenteblad van de stad Brugge, 1917, blz. 521-522.
- Victor TOURNEUR, Hommage à la mémoire d'Alphonse de Witte, 1919.
- Baudouin DE JONGHE, Alphonse de Witte, in: Revue belge de numismatique, 1919.
- J. VANNEREM, Alphonse de Witte, in: Biographie nationale de Belgique, T. XXVII, Brussel, 1938.
- M. HAINAUT, Une rue d'Ixelles porte leur nom, Mémoire d'Ixelles, 1987, p. 38.
- Arsène Réginald BUCHET & Jacques TOUSSAINT, Aperçu de la médaille en Belgique dans la première moitié du XXe siècle, Jambes, 2007.

## Voetnoten
1. ↑  Een paar van hun brieven berusten in het archief Gilliodts op het stadsarchief Brugge.
2. ↑  Bibliothèque nationale. Cabinet des médailles. Par décret en date du 24/11/1916, le ministre de l'Instruction publique et des Beaux Arts est autorisé à accepter, aux clauses énoncées dans le testament mystique du 09/05/1916, le legs par lequel M. Alphonse De Witte, «en mémoire de sa mère, Alphonsine du Repaire de Truffin, qui était française», laisse à la Bibliothèque nationale tous ses jetons des dix-sept anciennes provinces des Pays-Bas, à l'exception des séries bruxelloises. Bron: Revue des Études Historiques, 1921, Parijs.
3. ↑  Zie: https://lib.ugent.be/nl/catalog/rug01:001408872
4. ↑  Zie: https://www.thecoinhouse-auctions.eu/auctions/auction-23-23102021/2310/
5. ↑  Zie: http://balat.kikirpa.be/photo.php?objnr=11062931.